# L'amore è qui (singolo)
L'amore è qui è un singolo del rapper italiano Nesli, pubblicato il 30 agosto 2010 come secondo estratto dall'album omonimo.

## Descrizione
Nesli ha dichiarato, parlando del brano, che si tratta di un inno alla vita ed un messaggio di pace. Il singolo è stato reso disponibile per il download digitale e per l'airplay radiofonico il 30 agosto 2010.

## Video musicale
Il videoclip, scritto e diretto da Luca Tommassini, è stato reso disponibile il 13 settembre 2010 attraverso il canale YouTube di Nesli. Nesli ha dichiarato che Tommassini aveva apprezzato molto La fine, brano contenuto nel disco precedente dell'ex rapper, e che appena ha ascoltato L'amore è qui è stato entusiasta di partecipare alla realizzazione del video.
Il video è disponibile in due versioni: quella normale, della durata di oltre nove minuti, e quella corta, tagliata per la tv.

## Tracce
1. L'amore è qui – 4:15